# L'Empire du Graal
 (juin 2017).
Si vous disposez d'ouvrages ou d'articles de référence ou si vous connaissez des sites web de qualité traitant du thème abordé ici, merci de compléter l'article en donnant les références utiles à sa vérifiabilité et en les liant à la section « Notes et références ».
L'Empire du Graal est un roman d'Éric Giacometti et Jacques Ravenne publié en 2016.

## Résumé
Vers 2015 à Castel Gandolfo, à 20 km de Rome, le cardinal Theo, conseiller papal pour les NTIC, dit à cinq cardinaux conviés par le pape, que l'Église est appelée à disparaître et que seul le Graal peut la sauver. Même année, le 19 juin, Marcas, commissaire, franc-maçon, est blessé par Drill et Seymour à l'hôtel des ventes Drouot et rencontre Stanton, auteur de thrillers et franc-maçon, acheteur d'un sarcophage du 12e avec le secret du Graal qui indique Winchester. Le 20, Anna (Mme Stanton) et Pierre, fils Marcas, sont enlevés. Les ravisseurs envoient Marcas et Stanton (M et S) à Winchester. Un indice les envoie à Stonehenge qui les envoie à Glastonbury le 22. Pierre tue Drill mais Seymour le reprend. M et S vont à Brocéliande, au château de Comper. Silva, envoyé papal, les endort, tue Seymour prêt à tuer Marcas, et prend le calice. Mais M et S trouvent la carte de la terre étoilée du Graal et retrouvent Anna. Marcas découvre que c'est Stanton qui a fait enlever Pierre. La carte les mène à l'île d'Aval. Silva ramène le calice à Castel. Théo dit que ce n'est pas le Graal du Christ mais celui de Chrétien de Troyes avec lequel ils vont construire l'empire du Graal.
Tout ceci n'était qu'un rêve de Marcas. Un sage lui donne le vrai livre de Chrétien et dit que l'Église ne mérite pas le vrai Graal.